# Давидівка (Карлівська міська громада)
Дави́дівка —  село в Україні, у Карлівській міській громаді Полтавського району Полтавської області. Населення становить 59 осіб. До 2020 орган місцевого самоврядування — Максимівська сільська рада.

## Географія
Село Давидівка знаходиться на одному з витоків річки Тагамлик, на відстані 1,5 км від села Максимівка.

## Історія
12 червня 2020 року, відповідно до розпорядження Кабінету Міністрів України № 721-р «Про визначення адміністративних центрів та затвердження територій територіальних громад Полтавської області», село увійшло до складу Карлівської міської громади.
19 липня 2020 року, в результаті адміністративно - територіальної реформи та ліквідації Карлівського району, село увійшло до складу новоутвореного Полтавського району Полтавської області.